# 구인환 (소설가)
구인환(丘仁煥, 1929년 9월 16일 ~ 2019년 10월 9일)은 대한민국의 소설가이자 국문학자이다. 호는 운당(雲堂).
충청남도 서천군 장항 출생이며, 서울대 사범대 국어교육과 및 동 대학원을 졸업하였다. 1962년 《현대문학》에 〈판자집 그늘〉, 〈광야〉가 추천되어 문단에 데뷔했다. 그는 주로 인간생활의 저변을 통한 인간존재의 해명과 상실한 낙원을 갈구하는 현대인의 고민을 그리며, 간결한 문체와 고백체이면서도 3인칭의 주어와 주관적인 서술어로 이미지의 전환에 의한 상황적인 작품을 쓰고 있다. 
주요 작품으로 〈동굴 주변〉, 〈내일은〉, 〈산정의 신화〉, 〈별과 선율〉, 〈창문〉 등이 있다. 이 밖에도 50여편의 문학 연구논문을 발표했으며, 창작집으로 《뒹구는 자화상》, 《벽에 갇힌 절규》 등과 《문학의 원리》, 《그날을 위하여》, 《자아완성과 여성파괴》 등을 발간했다.
1984년 제1회 주요섭 문학상을 수상했고, 1994년 예술문화 대상, 1995년 국민문화훈장 동백장, 1996년 순수문학 대상, 2000년 대한민국 문학상 등을 수상했다.
2019년 숙환으로 사망하였다.